# 八王子市立打越中学校
八王子市立打越中学校（はちおうじしりつ うちこしちゅうがっこう）は、東京都八王子市打越町にある市立中学校。（日本語学級開設校）

## 概要

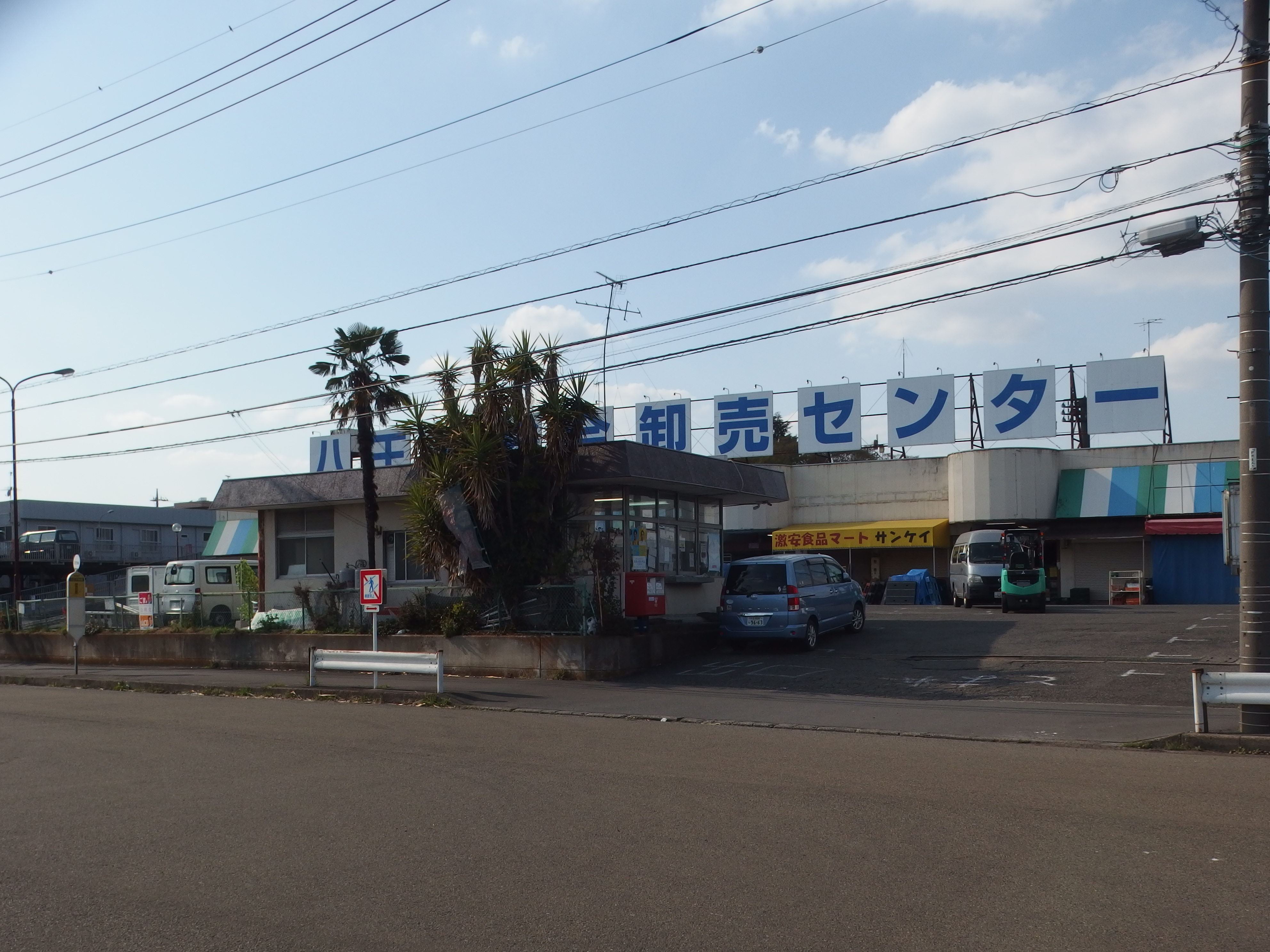
八王子総合卸売センター

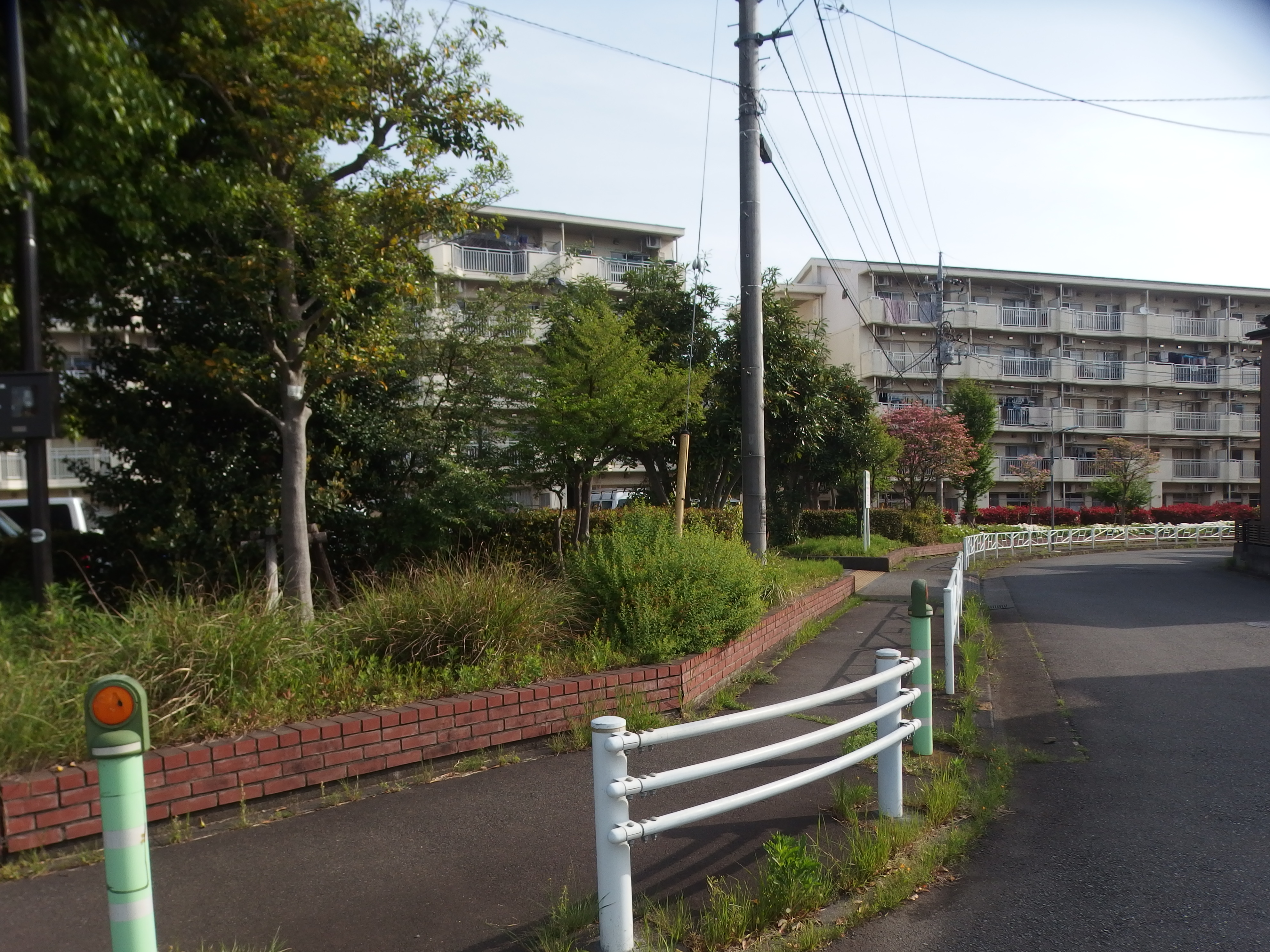
長沼団地

八王子市南東部に位置し、東京環状と呼ばれる国道16号バイパスに近く、八王子市の台所を支える八王子総合卸売センターが近在している。
本校は、様々な文化や価値観を背景とする人々と相互に尊重しながら生きることを大切にし、人間の幸福と社会の発展の調和的な実現を図ることを課題としている。

### 学級規模
生徒数は1学年132名、2学年149名、3学年137名　合計418名である。特別支援学級28名である（2022年4月1日現在）。

### 小中一貫教育
義務教育終了時の生徒像を「社会の形成者となるためにものごとを正しく判断し、自ら進んで行動する人」とする。
- 授業見学を行い指導方法を協議・改善を通して、ギャップの無い「学び合いの授業」「学習習慣の定着」「読書活動の推進」を図る。
- 挨拶、早寝早起き・朝食摂取で規則正しい生活と、SNSトラブル防止を発達段階に即した指導を推進する。
- 6年生の中学校見学、部活動体験を実施する。

### 日本語学級
義務教育ではないが、外国籍の者が日本の中学校に通学するための学級がある。日本の学校で勉強を望むものの日本語が母国語でない・日本語が十分に理解できず、意思の疎通ができない・学習内容が理解できない等の生徒を対象にしている。速やかな日本語の習得を促し、楽しく充実した学校生活を送れるよう支援することを目的としている。
八王子市全域の通級で、在籍校に籍を置いたまま、週に2日、1日2時間の合計4時間を限度に通う形態である。通学区域にある指定学校が、日本語が十分に理解できないという理由で生徒を受け入れない場合は、教育委員会に申し出て、本学に変更する場合もある。

### 生活指導の基本方針
生活指導は、学級担任・生活指導部のみが行うのではなく、全教職員が一致団結して実践しており、初期対応・初期指導として「朝8時半に登校しない生徒に担任が、当日9時までに必ず電話をかけて登校を促す」。国籍を問わずモーニングコールで不登校の芽を削ぐ。教室では机の並びは全員が黒板に向かうのでなく、コの字型に並べる。このように、心細やかに一人一人に目を配るのが本校の特徴である。
- 金銭等の貴重品は持参しない。
- 携帯電話、スマートフォンを持ち込まない。

## 沿革
- 1949年（昭和24年） - 八王子市立由井中学校を母体として開校。体育館落成。プール落成。
- 1975年（昭和50年） - 鉄筋増築校舎竣工（第1期）普通教室7。
- 1978年（昭和53年） - 鉄筋増築校舎竣工（第2期）普通教室6、技術室1。
- 1986年（昭和61年） - 心身障害学級設置。
- 1999年（平成11年） - 「心の教室」竣工。
- 2006年（平成18年） - 日本語学級の開設[4]。

## 教育目標
- よく考え、確かな知識を身につけよう。
- たがいに協力し、思いやりのある人になろう。
- 心身ともに健康で、他を尊重し、情操豊かな人間性を培う[5]。

## 学区
- 八王子市立由井第一小学校、及び八王子市立長沼小学校からの入学が多い。

## 給食制度
- 八王子市の学校給食センターから配膳を受けている[6]。

## アクセス
- 京王電鉄京王線北野駅より徒歩5分。[1]

## 部活動

### 運動系
- 野球部
- サッカー部
- 陸上競技部
- ソフトテニス部
- 女子バレーボール部
- 女子バドミントン部
- 女子バスケットボール部
- 男子バスケットボール部
- 卓球部
- 剣道部
- 水泳部部
- ダンス部

剣道部は人数の減少により令和６年度をもって廃部となる予定。（2024年9月8日現在）

### 文化系
- 吹奏楽部
- 美術部
- ボランティア部
- ハンドメイド部（勉強部）

勉強部、国際文化部は廃部となったが、勉強部の３年生は１学期のみの活動があった（令和６年度のみ）。

## 著名な出身者
- 澪乃せいら - 俳優[7]
- 矢島輝一 - サッカー選手[8]
- Ryoji - リョウジ 音楽家[9]